# Гендрік Віллем Месдах
Гендрік Віллем Месдах (нід. Hendrik Willem Mesdag, нар. 23 лютого 1831, Гронінген — пом. 10 липня 1915, Гаага) — нідерландський художник-мариніст, представник Гаазької школи.

## Творча біографія

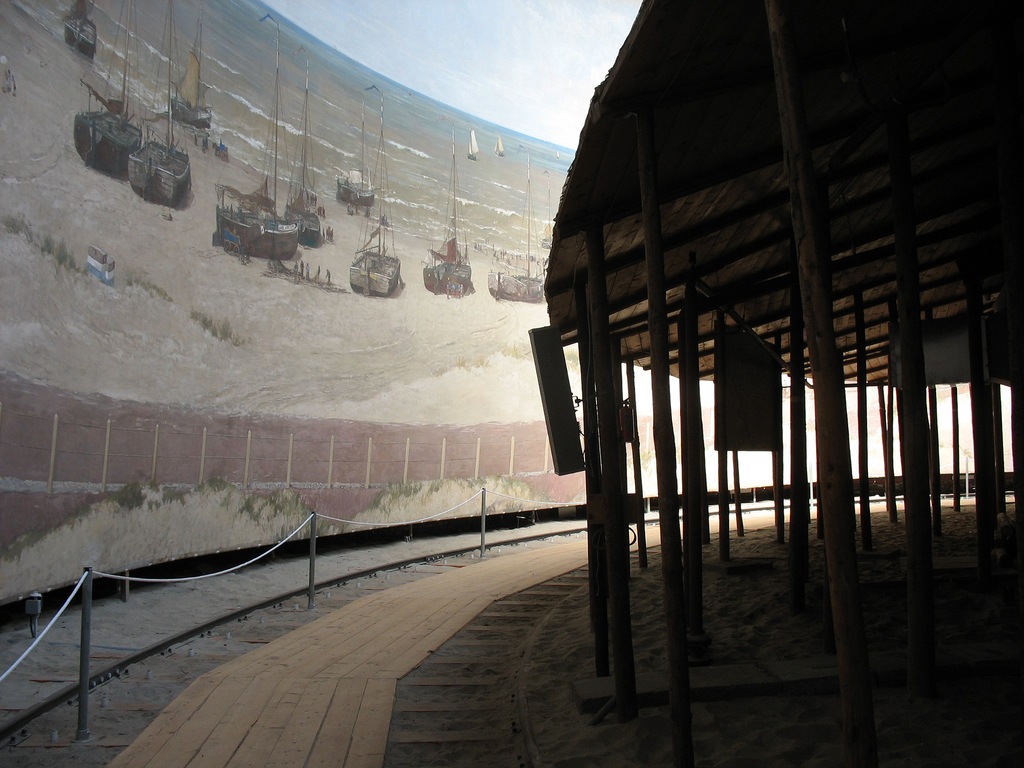
Панорама Месдаха — Панорама Схевенінгена

Гендрік Віллем Месдах народився в сім'ї банкіра Класа Месдача. В дитинстві опановував живопис за допомогою батька, художника-самоучки. Вивчав малювання в Брюсселі у Віллема Рулофса і, з 1868 року — в Гаазі. Брав участь 1870 року в Паризькому салоні і завоював там золоту медаль за своє полотно «Хвилерізи в Північному морі». Член мистецького товариства Пульхрі-Студіо (Pulchri Studio), в 1889 році обирається його головою. У 1903 році художник передав Нідерландській державі будинок в Гаазі, що належав йому, із колекцією живопису, яка зберігалася в будинку. Нині в цій будівлі знаходиться музей, що носить назву Колекція Месдаг (нід. De Mesdag Collectie).
Художник писав переважно морські види в реалістичному стилі і належав до Гаазької школи. Його найвідоміше полотно — Панорама Схевенінгена, у створенні якої взяли участь також і члени родини Месдаг — брат, дружина і невістка. Картина висотою 14 м і довжиною 120 м зображує рибальське село Схевенінген кінця XIX сторіччя, на місці якої нині розташувався популярний приморський курорт. У 1975 році картина була реставрована і зараз виставляється в Гаазі в спеціально побудованому для неї будинку.

## Галерея робіт

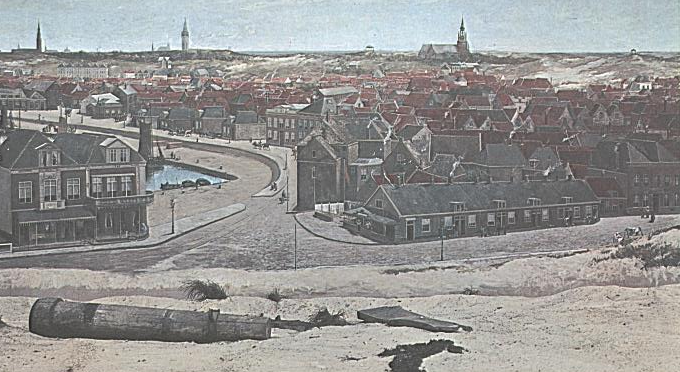
Панорама Схевенінгена (1880-1881)
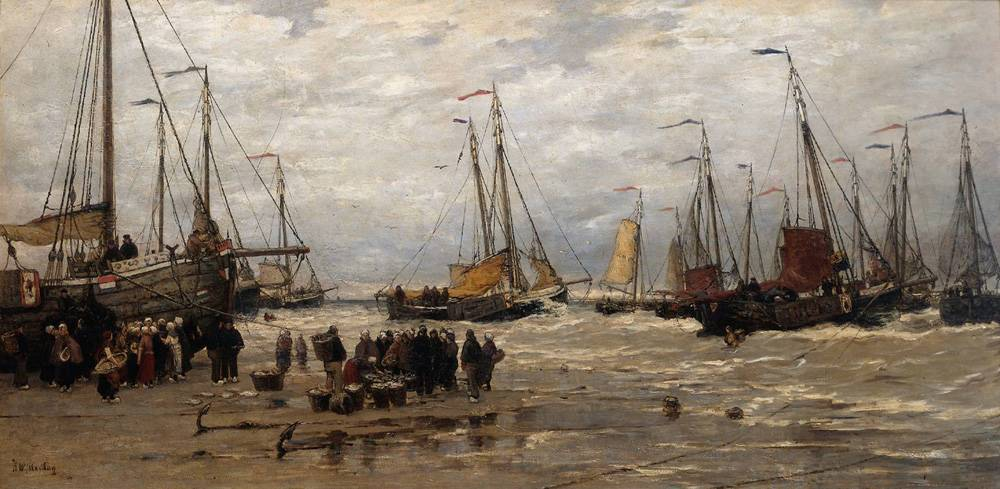
Рожеві волноломи (1880)
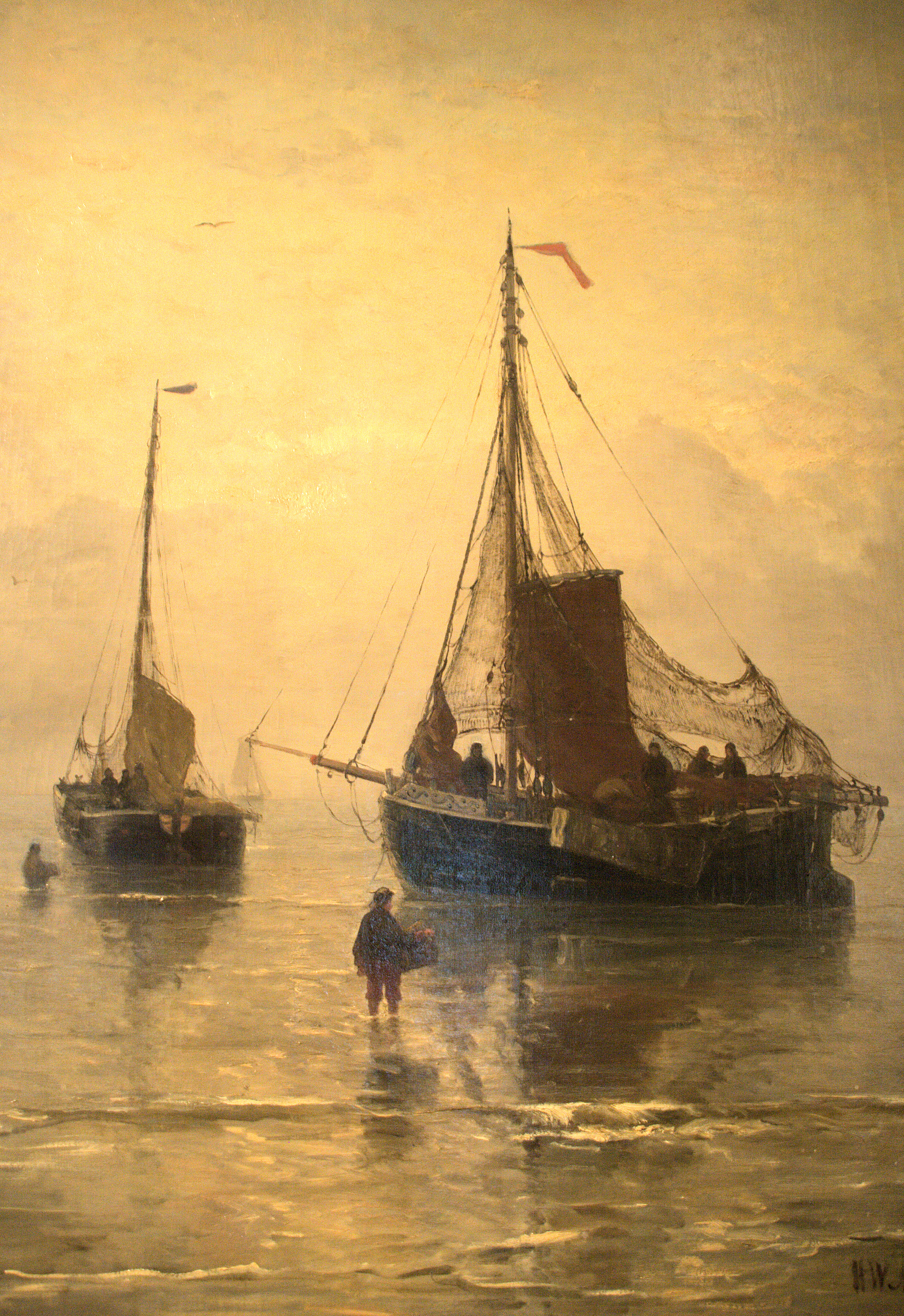
Повернення рибалок (1875)
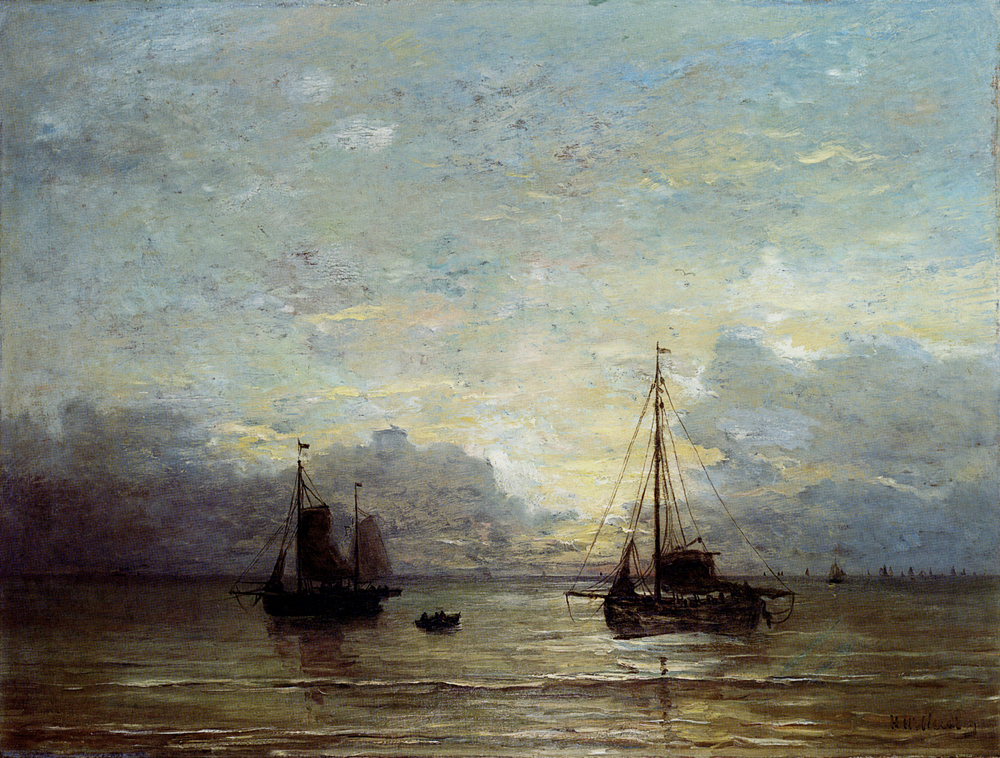
Рибацькі боти поблизу берега
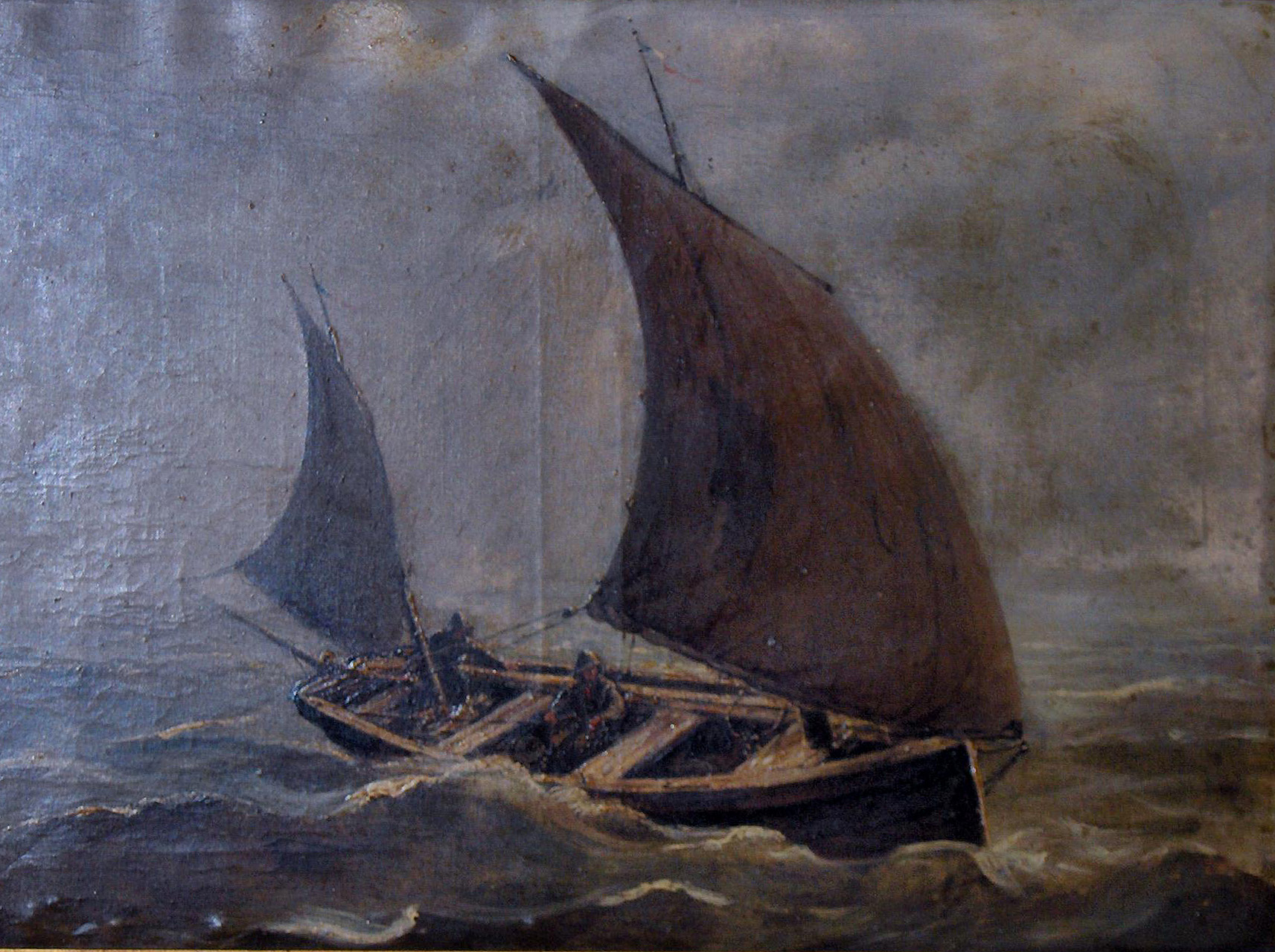
В шторм